# FC Dinamo București în sezonul 1963-1964
Sezonul 1963-64 este al 15-lea sezon pentru FC Dinamo București în Divizia A. Dinamo reușește primul event din istorie. Pe lângă dominația autoritară din campionat, pe care îl câștigă pentru a treia oară consecutiv, Dinamo cucerește și Cupa României, după victoria din finală în fața Stelei. În Cupa Campionilor Europeni, alb-roșii depășesc turul preliminar și aduc la București multipla campioană a Europei, Real Madrid.

## Rezultate
| Divizia A | Divizia A          | Divizia A            | Divizia A | Divizia A |
| Etapa     | Data               | Adversar             | Stadion   | Rezultat  |
| --------- | ------------------ | -------------------- | --------- | --------- |
| 1         | 25 august 1963     | Farul Constanța      | acasă     | 7-0       |
| 2         | 1 septembrie 1963  | Știința Cluj         | deplasare | 0-2       |
| 3         | 8 septembrie 1963  | Progresul București  | acasă     | 2-3       |
| 4         | 14 septembrie 1963 | CSMS Iași            | acasă     | 2-1       |
| 5         | 21 septembrie 1963 | Dinamo Pitești       | deplasare | 4-0       |
| 6         | 29 septembrie 1963 | Siderurgistul Galați | acasă     | 5-1       |
| 7         | 13 octombrie 1963  | Steaua București     | acasă     | 3-2       |
| 8         | 20 octombrie 1963  | Crișul Oradea        | deplasare | 1-1       |
| 9         | 10 noiembrie 1963  | Petrolul Ploiești    | acasă     | 1-0       |
| 10        | 17 noiembrie 1963  | UTA                  | deplasare | 3-2       |
| 11        | 18 martie 1964     | Rapid București      | deplasare | 2-0       |
| 12        | 1 decembrie 1963   | Știința Timișoara    | acasă     | 0-0       |
| 13        | 8 decembrie 1963   | Steagul Roșu Brașov  | deplasare | 0-1       |
| 14        | 15 martie 1964     | Farul Constanța      | deplasare | 2-0       |
| 15        | 22 martie 1964     | Știința Cluj         | acasă     | 2-1       |
| 16        | 29 martie 1964     | Progresul București  | deplasare | 2-0       |
| 17        | 24 iunie 1964      | CSMS Iași            | deplasare | 5-1       |
| 18        | 12 aprilie 1964    | Dinamo Pitești       | acasă     | 2-0       |
| 19        | 19 aprilie 1964    | Siderurgistul Galați | deplasare | 1-0       |
| 20        | 10 mai 1964        | Steaua București     | deplasare | 1-4       |
| 21        | 17 mai 1964        | Crișul Oradea        | acasă     | 1-1       |
| 22        | 7 iunie 1964       | Petrolul Ploiești    | deplasare | 1-0       |
| 23        | 14 iunie 1964      | UTA                  | acasă     | 6-0       |
| 24        | 21 iunie 1964      | Rapid București      | acasă     | 5-2       |
| 25        | 28 iunie 1964      | Știința Timișoara    | deplasare | 1-1       |
| 26        | 5 iulie 1964       | Steagul Roșu Brașov  | acasă     | 6-2       |

| Câștigătorii Diviziei A, ediția 1963-64 |
| --------------------------------------- |
| Dinamo București Al Patrulea Titlu      |

| Cupa României     | Cupa României | Cupa României     | Cupa României | Cupa României |
| Etapa             | Data          | Adversar          | Stadion       | Rezultat      |
| ----------------- | ------------- | ----------------- | ------------- | ------------- |
| șaisprezecimi     | 1 martie 1964 | Victoria Giurgiu  | deplasare     | 3-1           |
| optimi            | 4 iunie 1964  | Minerul Baia Mare | Sibiu         | 6-0           |
| sferturi          | 1 iulie 1964  | Știința Timișoara | Hunedoara     | 0-0           |
| sferturi-rejucare | 2 iulie 1964  | Știința Timișoara | Hunedoara     | 2-1           |
| semifinale        | 12 iulie 1964 | Crișul Oradea     | Constanța     | 1-0           |
| finala            | 19 iulie 1964 | Steaua București  | București     | 5-3           |

| Câștigătorii Cupei României, ediția 1963-64 |
| ------------------------------------------- |
| Dinamo București Al Doilea Trofeu           |

| Legendă    |
| ---------- |
| victorie   |
| egal       |
| înfrângere |

## Finala Cupei României
| 19 iulie 1964 | Dinamo București                                                                                     | 5 – 3 | Steaua București                                                             | Stadionul 23 August, București Spectatori: 70.000 Arbitru: Andries Van den Leeuwen (Olanda) |
| 19 iulie 1964 | Octavian Popescu 3' Radu Nunweiller 53' Ion Pîrcălab 60' Constantin Frățilă 83' Octavian Popescu 88' |       | Carol Creiniceanu 12' Gheorghe Constantin 14' (pen.) Gheorghe Constantin 63' | Stadionul 23 August, București Spectatori: 70.000 Arbitru: Andries Van den Leeuwen (Olanda) |

| DINAMO:        |                    |     |
|                |                    |     |
| P              | Ilie Datcu         | 85' |
| F              | Constantin Ștefan  |     |
| F              | Ion Nunweiller     |     |
| F              | Lică Nunweiller    |     |
| F              | Dumitru Ivan       |     |
| M              | Emil Petru         |     |
| M              | Octavian Popescu   |     |
| A              | Ion Pîrcălab       |     |
| A              | Radu Nunweiller    |     |
| A              | Constantin Frățilă |     |
| A              | Ion Haidu          |     |
| Înlocuiri:     |                    |     |
| P              | Iuliu Uțu          | 85' |
| Antrenor:      |                    |     |
| Traian Ionescu |                    |     |

| STEAUA:      |                     |     |
|              |                     |     |
| P            | Vasile Suciu        | 59' |
| F            | Mircea Georgescu    |     |
| F            | Emeric Ienei        |     |
| F            | Dumitru Nicolae     |     |
| F            | Dragoș Cojocaru     |     |
| M            | Cornel Pavlovici    |     |
| M            | Constantin Koszka   |     |
| A            | Sorin Avram         |     |
| A            | Gheorghe Constantin |     |
| A            | Gavril Raksi        | 66' |
| A            | Carol Creiniceanu   |     |
| Înlocuiri:   |                     |     |
| P            | Constantin Eremia   | 59' |
| A            | Florea Voinea       | 66' |
| Antrenor:    |                     |     |
| Gheorghe Ola |                     |     |

## Cupa Campionilor Europeni
Tur preliminar - prima manșă
| 18 septembrie 1963 | Dinamo București                  | 2 – 0 | SC Motor Jena | Stadionul Republicii, București Spectatori: 19.210 Arbitru: Budaj (Polonia) |
| 18 septembrie 1963 | Ion Nunweiller 13' Emil Petru 74' |       |               | Stadionul Republicii, București Spectatori: 19.210 Arbitru: Budaj (Polonia) |

| 25 septembrie 1963 | SC Motor Jena | 0 – 1              | Dinamo București | Ernst Abbe Stadion, Jena Spectatori: 11.000 Arbitru: Stroniak (Polonia) |
| 25 septembrie 1963 |               | Ion Țîrcovnicu 53' |                  | Ernst Abbe Stadion, Jena Spectatori: 11.000 Arbitru: Stroniak (Polonia) |

Dinamo s-a calificat mai departe cu scorul general de 3-0.
Turul întâi - prima manșă
| 13 noiembrie 1963 | Dinamo București   | 1 – 3 | Real Madrid                              | Stadionul 23 August, București Spectatori: 62.048 Arbitru: Kowal (Polonia) |
| 13 noiembrie 1963 | Ion Țîrcovnicu 86' |       | Ruiz 2' Alfredo di Stéfano 42' Gento 87' | Stadionul 23 August, București Spectatori: 62.048 Arbitru: Kowal (Polonia) |

| 28 noiembrie 1963 | Real Madrid                                                                  | 5 – 3 | Dinamo București                                                  | Stadionul Santiago Bernabeu, Madrid Spectatori: 90.000 Arbitru: Jonni (Italia) |
| 28 noiembrie 1963 | Ruiz 4' Alfredo di Stéfano 20' Amancio 52' Zoco 60' Ferenc Puskás 63' (pen.) |       | Ion Nunweiller 27' Constantin Frățilă 49' Ion Pîrcălab 71' (pen.) | Stadionul Santiago Bernabeu, Madrid Spectatori: 90.000 Arbitru: Jonni (Italia) |

Real Madrid s-a calificat mai departe cu scorul general de 8-4.

## Echipa
Portari: Ilie Datcu (26 jocuri/0 goluri), Iuliu Uțu (2/0).
Fundași: Ilie Constantinescu (1/0), Dumitru Ivan (19/0), Ion Nunweiller (26/0), Cornel Popa (24/0), Constantin Ștefan (19/0).
Mijlocași: Lică Nunweiller (26/1), Emil Petru (22/8), Octavian Popescu (11/3), Ion Țîrcovnicu (17/5).
Atacanți: Gheorghe Ene (14/5), Constantin Frățilă (26/19), Vasile Gergely (3/0), Ion Hajdu (21/6), Mircea Lucescu (2/0), Radu Nunweiller (5/2), Ion Pîrcălab (25/10), Aurel Unguroiu (8/5), Iosif Varga (8/0).

### Transferuri
Înaintea sezonului, Dinamo i-a adus pe Emil Petru și Octavian Popescu, ambii de la Știința Cluj, și pe Ion Hajdu de la Steagul Roșu Brașov. Au plecat Florin Halagian la Petrolul Ploiești și Nicolae Selymes la Steagul Roșu.
Trebuie menționată și promovarea în prima echipă a lui Mircea Lucescu.